# Route nationale 391
Die Route nationale 391, kurz N 391 oder RN 391 war von 1933 bis 1973 eine französische Nationalstraße, die von der N51 nach La Chesne zur N77 verlief. Ihre Länge betrug 19 Kilometer.